# Anapistula ataecina
Anapistula ataecina is een spinnensoort uit de familie Symphytognathidae. De soort komt voor in Portugal. De soort is slechts bekend uit vier grotten in de omgeving van Sesimbra. In een van deze grotten is bovendien maar eenmalig een exemplaar aangetroffen, ondanks herhaalde zoektochten. 
De soort staat op de Rode Lijst van de IUCN als kritiek met een afnemende populatietrend.